# 新型コロナウイルス感染者等情報把握・管理支援システム
新型コロナウイルス感染者等情報把握・管理支援システム（しんがたコロナウイルスかんせんしゃとうじょうほうはあく・かんりシステム、英語：Health Center Real-time information-sharing System on COVID-19）とは、日本国内での新型コロナウイルスの感染拡大に伴い、逼迫した保健所での情報管理・共有業務の負担を軽減するために開発されたシステム。略称、HER-SYS（ハーシス）。

## 概要
全国の保健所や医療機関において、新型コロナウイルス感染症患者の情報共有に用いられるほか、HER-SYSによって発行された陽性者登録の処理番号を新型コロナウイルス接触確認アプリ (COCOA) との連携によって共有するといった活用も行われている。
2020年の導入時には誤入力の多さ等の問題のため、データの信頼性が無く、「使い物にならない」と評されることもあったが、その後厚生労働省の感染者情報の活用のあり方に関するワーキンググループなどを通して改善が図られた。